# Hilgert
Hilgert település Németországban, Rajna-vidék-Pfalz tartományban. Lakosainak száma 1537 fő (2023. december 31.).

## Népesség
A település népességének változása:
| Lakosok száma | 1276 | 1494 | 1515 | 1514 | 1538 | 1537 |
|               | 1975 | 2017 | 2019 | 2021 | 2022 | 2023 |